# مصطفى غربال
مُصطفى غُربال (مواليد 19 أغسطس 1985 في وهران) وهو حَكَم كُرة قَدم جَزَائِري. أصبح عُضو في الاتحاد الدولي لكرة القدم سنة 2014.

## نهائي القرن
في ليلة 26 من نوفمبر عام 2020 م، قرر الاتحاد الأفريقي (الكاف) تعيين مصطفى غربال حكماً لهذه القمة التي عرفت بأسم «نهائي القرن» والتي جمعت بين فريقي الاهلي المصري والزمالك المصري التي انتهت بفوز الاهلي المصري بهدفين مقابل هدف.

## الإحصائيات

### الألعاب والبِطاقات في الدوري الجزائري لكرة القدم
| الموسِم  | الظهُور | الإجمالي | مُعدَّل لعب | الإجمالي | مُعدَّل لعب |
| ------- | ------ | -------- | -------- | -------- | -------- |
| 2010–11 | 2      | 4        | 2        | 0        | 0        |
| 2011–12 | 13     | 41       | 3.15     | 1        | 0.07     |
| 2012–13 | 16     | 43       | 2.68     | 2        | 0.12     |
| 2013–14 | 12     | 37       | 3.08     | 1        | 0.08     |
| 2014–15 | 12     | 49       | 4.08     | 2        | 0.16     |
| 2015–16 | 10     | 45       | 4.5      | 0        | 0        |
| 2016–17 | 13     | 49       | 3.76     | 2        | 0.15     |
| 2017–18 | 17     | 91       | 5.35     | 4        | 0.23     |
| 2018–19 | 12     | 44       | 3.66     | 3        | 0.25     |
| 2019–20 | 8      | 48       | 6        | 3        | 0.5      |
| المَجمُوع | 115    | 390      | 3.35     | 18       | 0.14     |

## المُباريات الدّولِيّة
- كأس العالم تحت 20 سنة لكرة القدم 2019 في بولندا
  - منتخب بولندا تحت 20 سنة لكرة القدم ضد منتخب كولومبيا تحت 20 سنة لكرة القدم (دور المجمُوعَات).[1]
  - منتخب إيطاليا تحت 20 سنة لكرة القدم ضد منتخب اليابان تحت 20 سنة لكرة القدم (دور المجمُوعَات).[2]
  - منتخب كولومبيا تحت 20 سنة لكرة القدم vs منتخب أوكرانيا تحت 20 سنة لكرة القدم (رُبع النِّهَائِي).[3]
- كأس الأمم الأفريقية 2019 في مصر.[4]
  - زيمبابوي ضد الكُونغو الدِّيمُقراطِيَّة (دور المجمُوعات).[5]
  - سَاحِل العالج ضد جنُوب أفرِيقيا (دور المجمُوعات).[6]
  - أُوغندا ضد السِّنِغَال (دور الـ16).[7]
  - السِّنِغَال ضد بِنِين (رُبع النِّهَائِي).[8]
- كأس العالم للأندية 2019 في قطر.[9]
  - السد القَطري ضد هينجين سبورت (الدَّور الأوَّل).[10]

دوري ابطال أفريقيا (النهائي)
الاهلي ضد الزمالك

## المراجِع
1. ↑  "Match report – Group A – Poland v Colombia" (PDF). FIFA.com. Fédération Internationale de Football Association. 23 مايو 2019. مؤرشف من الأصل (PDF) في 2019-05-30. اطلع عليه بتاريخ 2019-05-23.
2. ↑  "Match report – Group B – Italy v Japan" (PDF). FIFA.com. Fédération Internationale de Football Association. 29 مايو 2019. مؤرشف من الأصل (PDF) في 2019-05-30. اطلع عليه بتاريخ 2019-05-29.
3. ↑  "Match report – Quarter-final – Colombia v Ukraine" (PDF). FIFA.com. Fédération Internationale de Football Association. 7 يونيو 2019. مؤرشف من الأصل (PDF) في 2019-09-15. اطلع عليه بتاريخ 2019-06-07.
4. ↑  "CAN-2019 : Mustapha Ghorbal dans la liste des arbitres retenus par la CAF". footalgerien.com. مؤرشف من الأصل في 2019-09-04. اطلع عليه بتاريخ 2019-09-04.
5. ↑  "Zimbabwe vs. Congo DR". ESPN. 30 يونيو 2019. مؤرشف من الأصل في 2020-01-06. اطلع عليه بتاريخ 2019-07-02.
6. ↑  "Ivory Coast vs. South Africa". ESPN. 24 يونيو 2019. مؤرشف من الأصل في 2019-12-12. اطلع عليه بتاريخ 2019-07-02.
7. ↑  "Uganda vs. Senegal". ESPN. 5 يوليو 2019. مؤرشف من الأصل في 2019-07-06. اطلع عليه بتاريخ 2019-07-11.
8. ↑  "Senegal vs. Benin". ESPN. 10 يوليو 2019. مؤرشف من الأصل في 2019-07-13. اطلع عليه بتاريخ 2019-07-17.
9. ↑  "MONDIAL DES CLUBS 2019 :LES ARBITRES ALGERIENS GHORBAL ET GOURARI RETENUS". faf.dz. مؤرشف من الأصل في 2019-11-05. اطلع عليه بتاريخ 2019-11-03.
10. ↑  "Match report – First round – Al-Sadd SC v Hienghène Sport" (PDF). FIFA.com. Fédération Internationale de Football Association. 11 ديسمبر 2019. مؤرشف من الأصل (PDF) في 2019-12-16. اطلع عليه بتاريخ 2019-12-11.

## وصلات خارجيّة
- مُصطفى غُربال، WorldReferee.com